# 유선 (아무경후)
유선(劉宣, ? ~ 기원전 83년)은 전한 중기 ~ 후기의 제후로, 하간헌왕의 손자이다.

## 행적
태초 3년(기원전 102년), 아버지 유예의 뒤를 이어 아무후(阿武侯)에 봉해졌다.
아무경후 20년(기원전 83년)에 죽으니 시호를 경(敬)이라 하였고, 작위는 아들 유신이 이었다.

## 출전
- 반고, 《한서》 권15상 왕자후표 上

| 전임 아버지 아무대후 유예 | 전한의 아무후 기원전 102년 ~ 기원전 83년 | 후임 아들 아무절후 유신 |